# Balazé
Balazé (bretonisch: Belezeg) ist eine französische Gemeinde im Département Ille-et-Vilaine in der Region Bretagne. Sie gehört zum Arrondissement Fougères-Vitré und zum Kanton Vitré. Die Gemeinde zählt 2.181 Einwohner (Stand: 1. Januar 2022), die Balazéens genannt werden. 

## Geografie
Balazé liegt etwa sechs Kilometer nördlich von Vitré. Durch die Gemeinde führen die Flüsse Cantache, Pérouse und dessen Zufluss Rabault. Umgeben wird Balazé von den Nachbargemeinden Châtillon-en-Vendelais im Norden, Montautour im Nordosten, Saint-M’Hervé im Osten, Vitré im Süden, Montreuil-sous-Pérouse im Südwesten, Taillis im Westen sowie Saint-Christophe-des-Bois im Nordwesten.

## Bevölkerungsentwicklung
| Jahr                       | 1962 | 1968 | 1975 | 1982 | 1990 | 1999 | 2006 | 2012 | 2020 |
| Einwohner                  | 1269 | 1268 | 1372 | 1512 | 1711 | 1914 | 2062 | 2245 | 2224 |
| Quellen: Cassini und INSEE |      |      |      |      |      |      |      |      |      |

## Sehenswürdigkeiten
- Kirche Saint-Martin aus dem 15. Jahrhundert, Umbauten in den nachfolgenden Jahrhunderten
- Kapelle Saint-Joseph
- Altes Pfarrhaus von 1769
- Schloss Le Châtelet mit Schlosskapelle aus dem 17. Jahrhundert

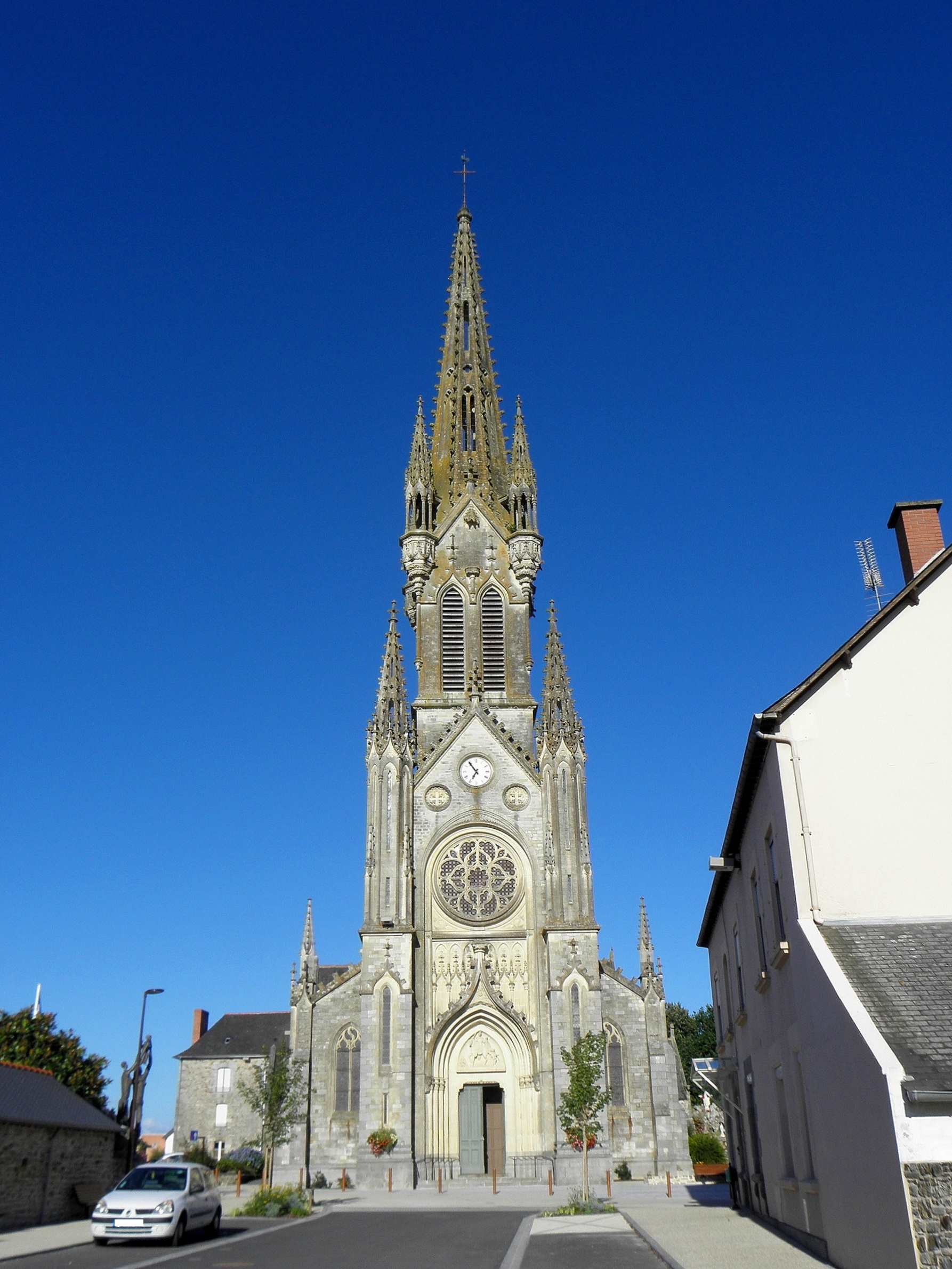
Kirche Saint-Martin
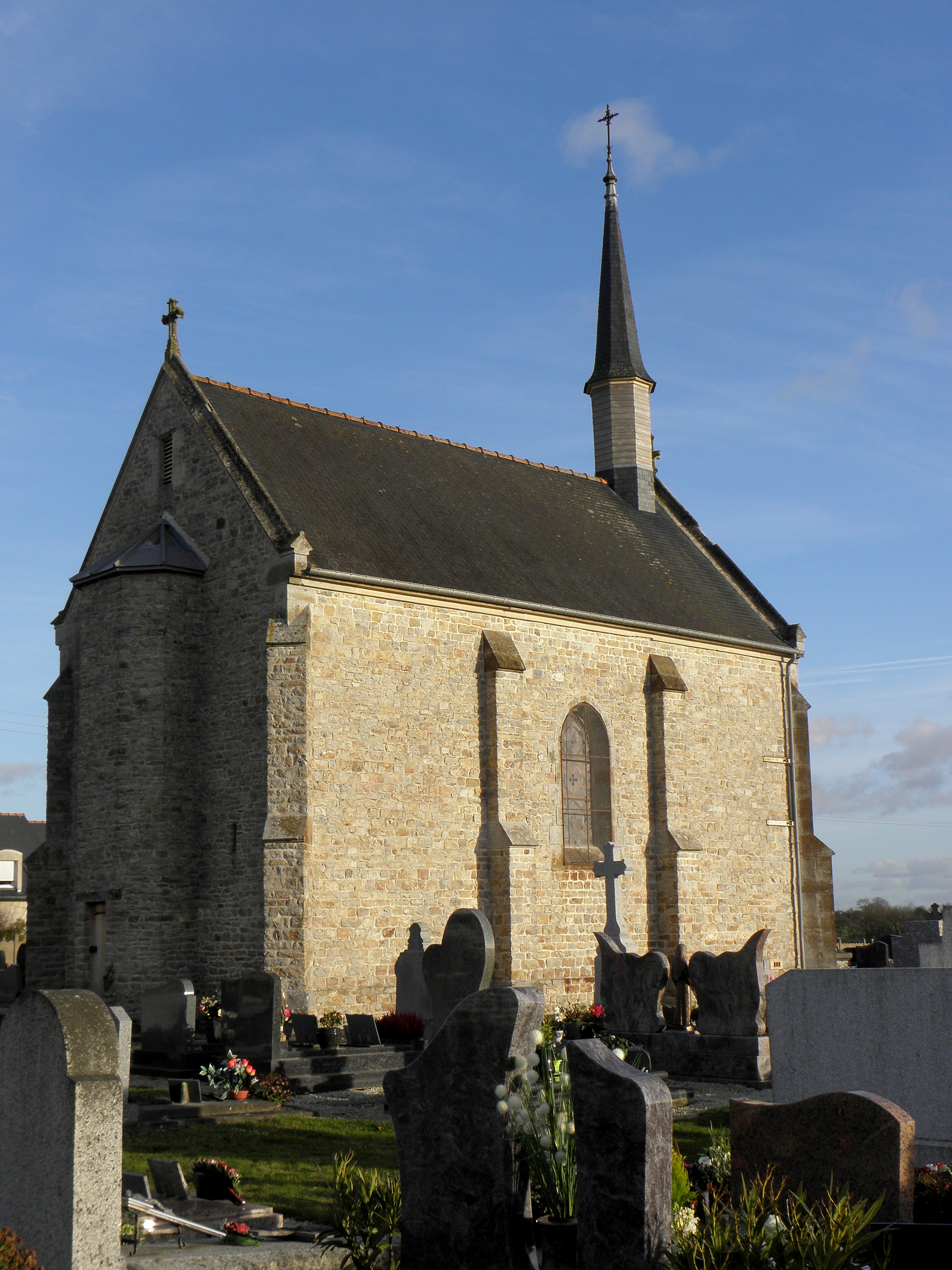
Kapelle Saint-Joseph

## Persönlichkeiten
- Pierre Méhaignerie (* 1939), Politiker, französischer Agrarminister (1977–1981) und Justizminister (1993–1995)